# تحرير مرتجى
تحرير مرتجى هي كاتبة وصحفيّة وناشطة غزّيّة تكتب حول نساء ومبادرات غزّيّات وهي رئيسة مجلس إدارة جمعية الطاقة الإيجابية، كما ساهمت في إقامة جلسات يوغا لنساء غزّيّات،   لها عدّة مؤلّفات ومقالات تعالج قضايا المرأة العربيّة والغزّيّة.  

## المسيرة المهنيّة
عملت تحرير مرتجى كاتبة ومحررة صحافية، لأكثر من خمس سنوات في العديد من الصحف العربية، كما نشرت في العديد من المنصّات الالكترونيّة، أشهرها موقع عربي بوست ومدونات الجزيرة وموقع نون بوست وموقع ساسة بوست.وكتبت على العديد من المنصّات مثل: الجزيرة، نون بوست والحوار المتمدّن.    

## مؤلّفاتها
صدر للكاتبة تحرير مرتجى كتاب السر يكمن في تفاصيل صغيرة عام 2018 عن مكتبة سمير منصور للنشر والتوزيع في قطاع غزة، ومكتبة خطاب في عمان. احتوى الكتاب على العديد من المقالاتت تتطرق إلى العديد من القضايا الإنسانية المهمة داخل وخارج فلسطين.